# Монтерде-де-Альбаррасін
Монтерде-де-Альбаррасін (ісп. Monterde de Albarracín) — муніципалітет в Іспанії, у складі автономної спільноти Арагон, у провінції Теруель. Населення — 69 осіб (2010).
Муніципалітет розташований на відстані близько 190 км на схід від Мадрида, 36 км на північний захід від міста Теруель.

## Демографія
Динаміка населення (INE ):